# Hans Schachinger

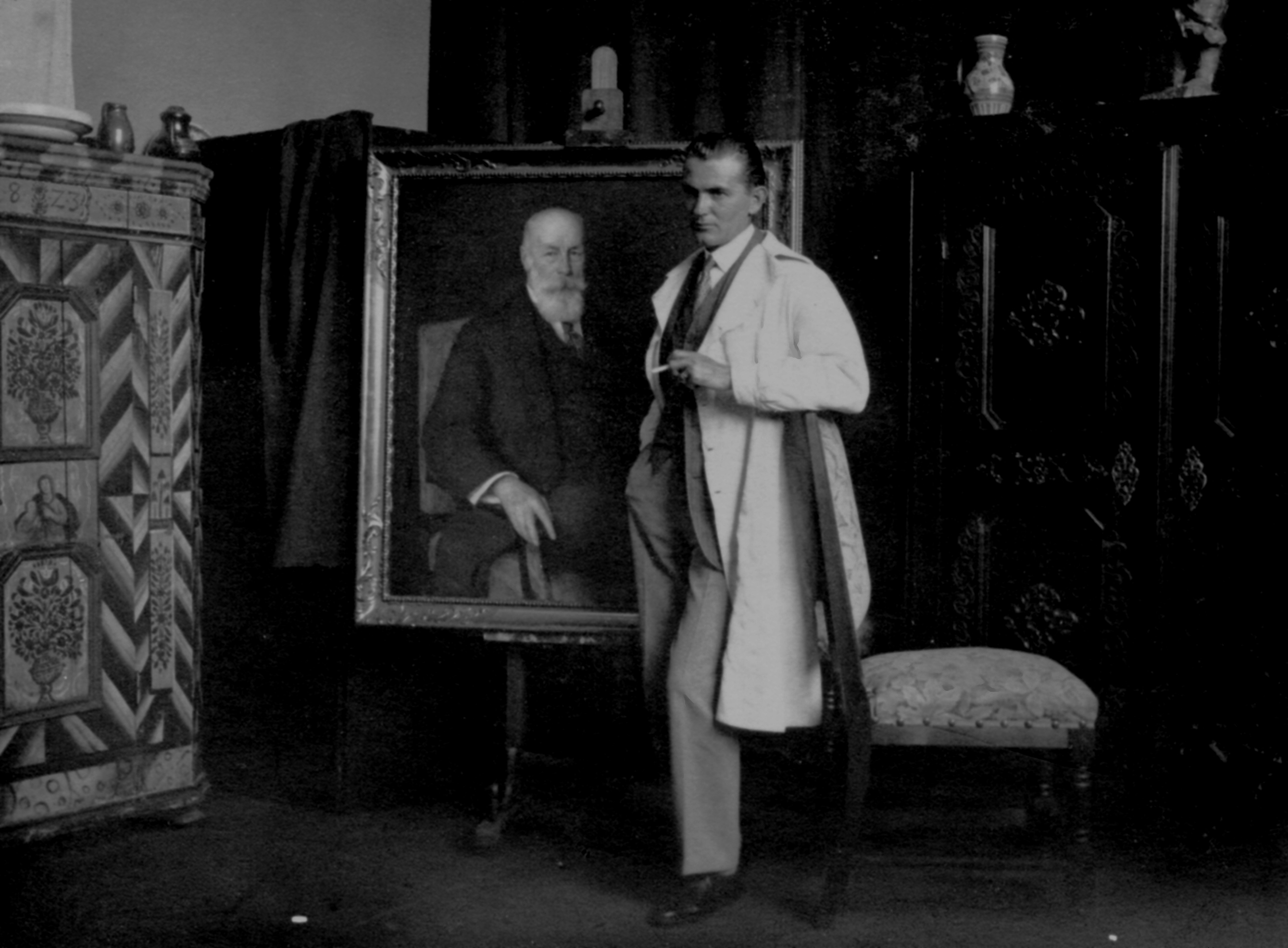
Hans Schachinger im Atelier 1928 mit Portrait des Bundespräsidenten Michael Hainisch zu seinem 70. Geburtstag. Berichte darüber in der New York Times vom 14. Oktober 1928 und in der Hamburger Illustrierten vom 18. August 1928. Das Foto stammt aus der New York Times von 1928 und ist eine Kopie eines privaten Abzugs.

Hans Schachinger (* 20. Mai 1888 in Wien; † 12. November 1952 in Nassau an der Lahn) war ein österreichischer Porträt- und Genremaler.

## Leben und Werk
Schachinger studierte an der Akademie der bildenden Künste in Wien unter Christian Griepenkerl und Rudolf Bacher. 1919 vertiefte er seine Studien an der Münchener Akademie. 1925 gründete er seine eigene Malschule in Wien. 1927 unternahm er eine Studienreise nach Paris, und 1938 stellte er erstmals auf der Biennale di Venezia aus. 1945 zog er in ein Bauernhaus im Kobernaußerwald, in weiterer Folge war er im oberösterreichischen Schalchen tätig. 1946 wurde er Mitglied der Innviertler Künstlergilde. Er starb an den Folgen einer Rippenfellentzündung. Sein Leichnam wurde nach Österreich überstellt und am 22. November 1952 auf dem Friedhof Maria Schmolln (Grab Nr. 71) beigesetzt.
Hans Schachinger erhielt 1916 die Silberne Medaille des Albrecht-Dürer-Bundes; 1923 den Dumba-Preis; 1924 den Künstlerhaus-Jubiläumspreis; 1925 die Große Goldene Ehrenmedaille; 1927 den Rembrandt-Preis der Künstlergenossenschaft Wien und den Österreichischen Staatspreis; 1934 und 1935 den Preis der Stadt Wien; 1935 den Gustav Figdor-Preis, 1942 den Baldur-von Schirach-Preis und den Förderungspreis für die Ausstellung „Das schöne Wiener Frauenbild“. 1932 wurde Schachinger zum Professor ernannt. Ab 1920 war er Mitglied des Wiener Künstlerhauses, weiters war er Mitglied der Innviertler Künstlergilde. Er war von 1937 bis 1944 auf allen Großen Deutsche Kunstausstellungen in München vertreten. Dort erwarb 1939 Goebbels das Bild „Reichsminister Rust“. Das 1942 ausgestellte „Führerbildnis“, konnte Schachinger für 15 000 RM verkaufen und 1943 erwarb Hitler das Porträt des österreichischen Unternehmers Wilhelm Wohleber (1890–1950)
Schachinger legte großen Wert auf einen der Tradition verpflichteten Naturalismus. Dies machte ihn in der Zeit des Nationalsozialismus zum begehrten Porträtisten. Seine Genremalerei aus dem bäuerlichen Milieu war von einem kargen Kolorit gekennzeichnet.
Werke von der Hand Schachingers befinden sich heute großteils in Privatbesitz, aber auch in öffentlich zugänglichen Sammlungen wie der Österreichische Galerie Belvedere, dem Wien Museum, der Universität Wien, dem Leopold Museum und des Heeresgeschichtlichen Museums.

## Werke (Auszug)
- Porträt Bundespräsident Michael Hainisch, Öl auf Leinwand, ca. 110 × 90 cm, Heeresgeschichtliches Museum, Wien
- Portrait Elisabeth Kallina, um 1935, (Privatbesitz der Familie des Künstlers)

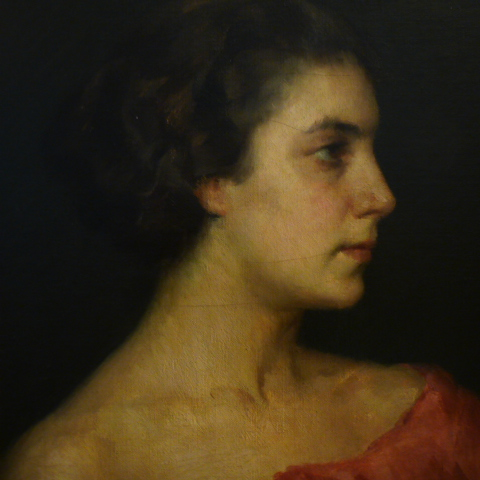
Porträt Elisabeth Ortner-Kallina (44x39) von 1935 (Privatbesitz)
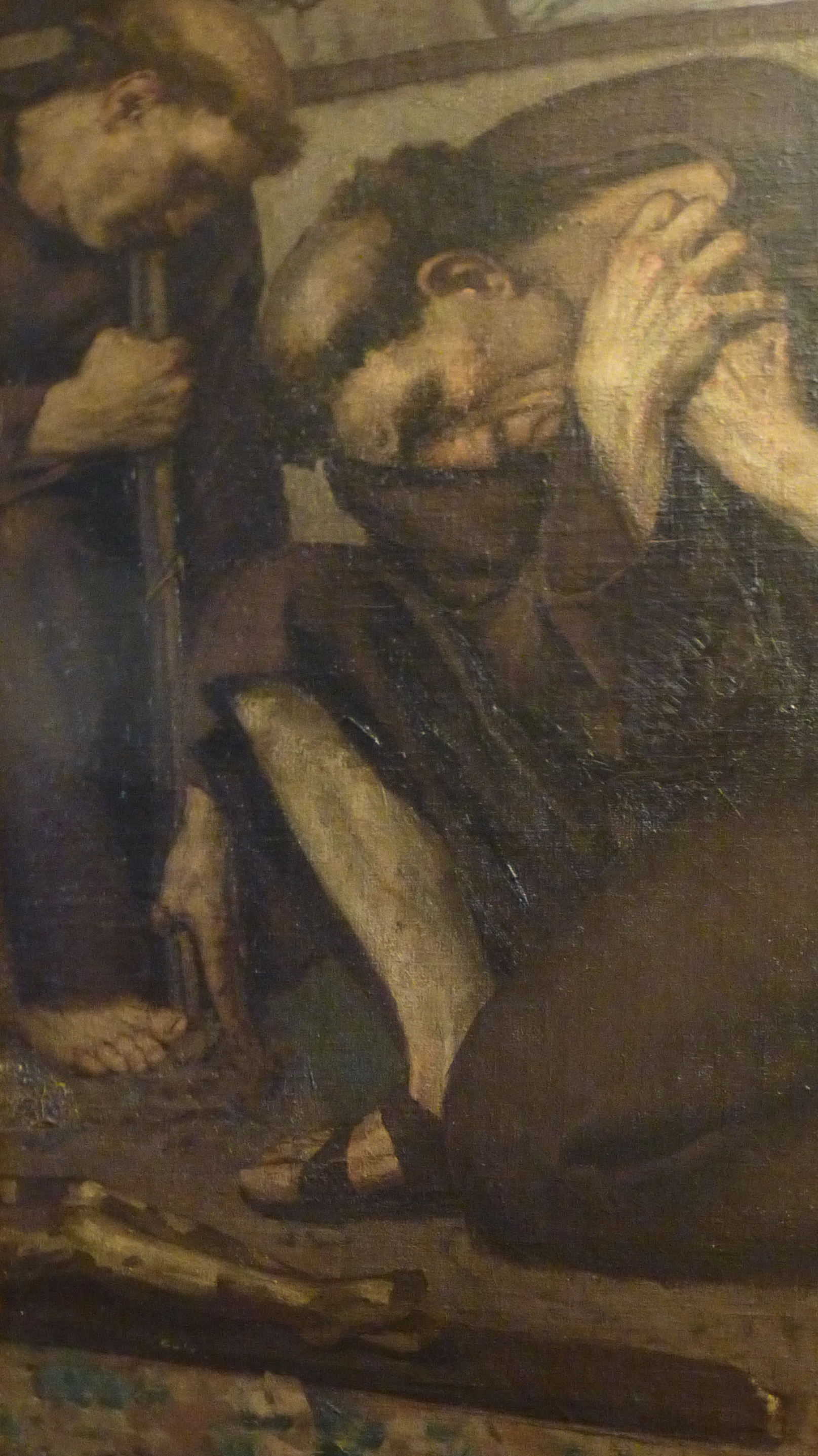
Hans Schachinger Franziskaner - Ausschnitt (Original 122x112) von 1921 (Privatbesitz)
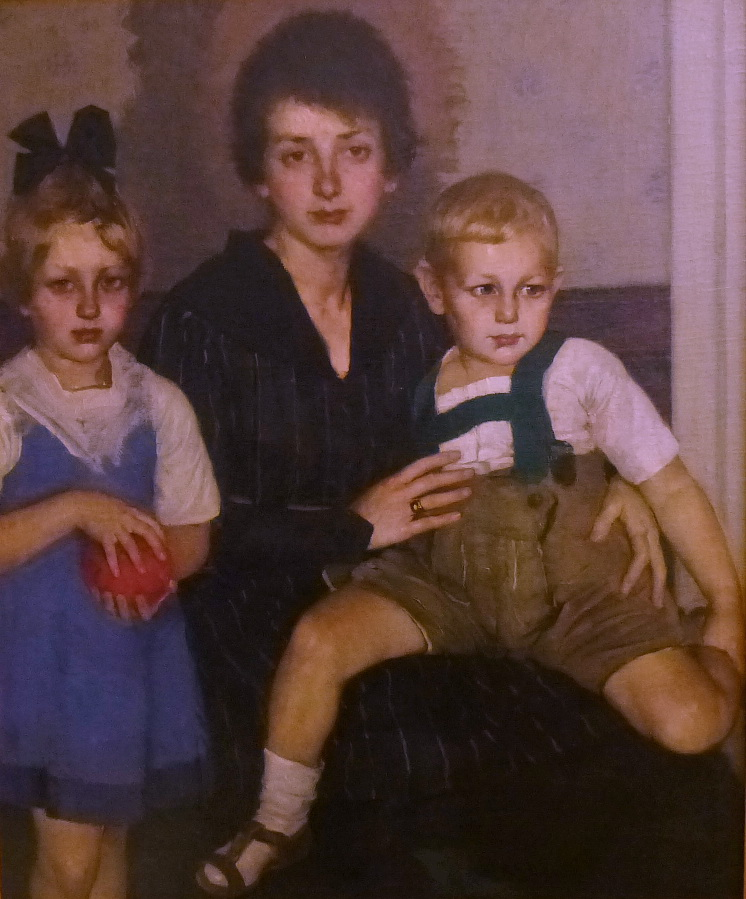
Hans Schachinger Familienbild (108x88) von 1919 (Privatbesitz der Familie des Künstlers)
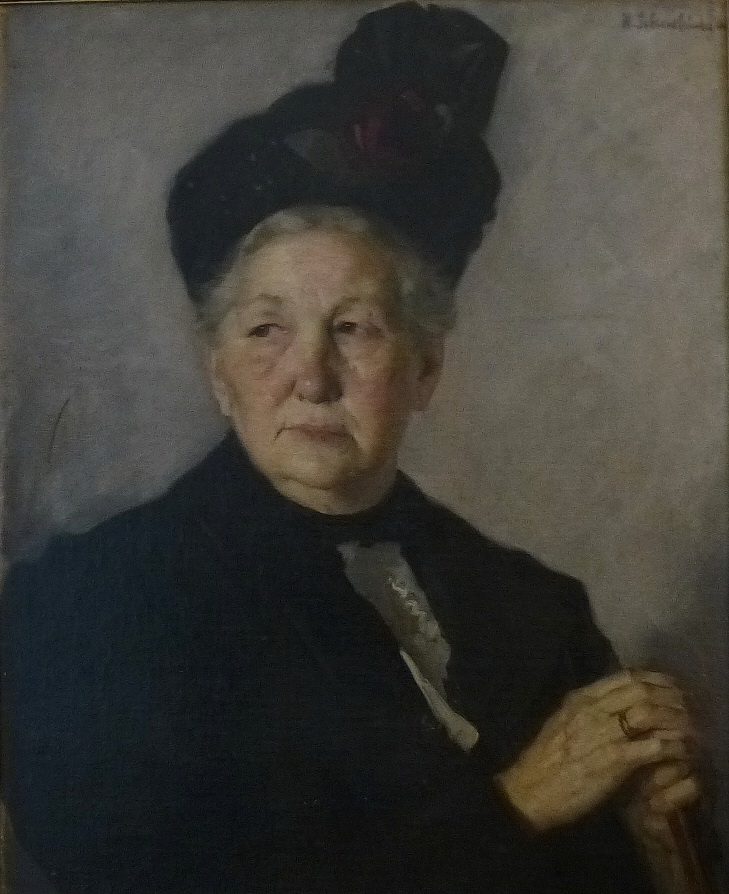
Hans Schachinger Portrait einer alten Dame (62x50) von 1911 (Privatbesitz)
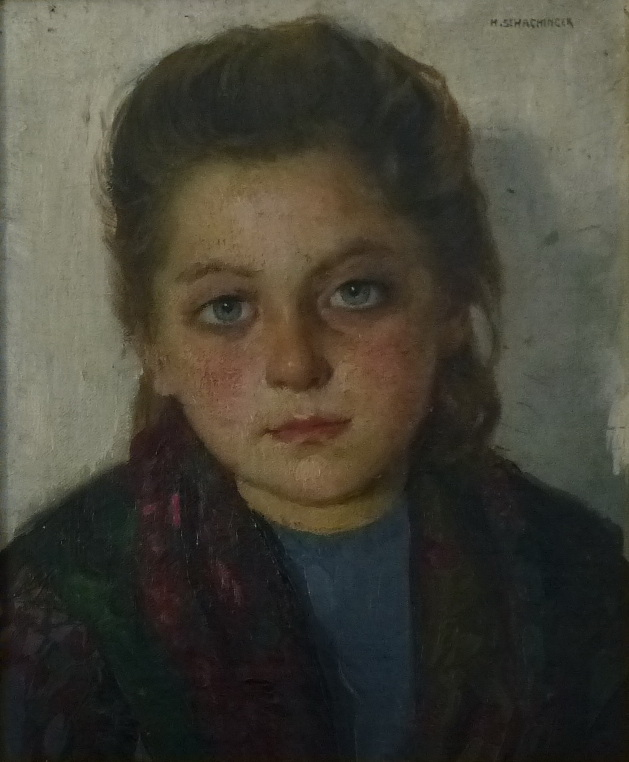
Hans Schachinger Bauernkind (36x30) von 1920 (Privatbesitz)
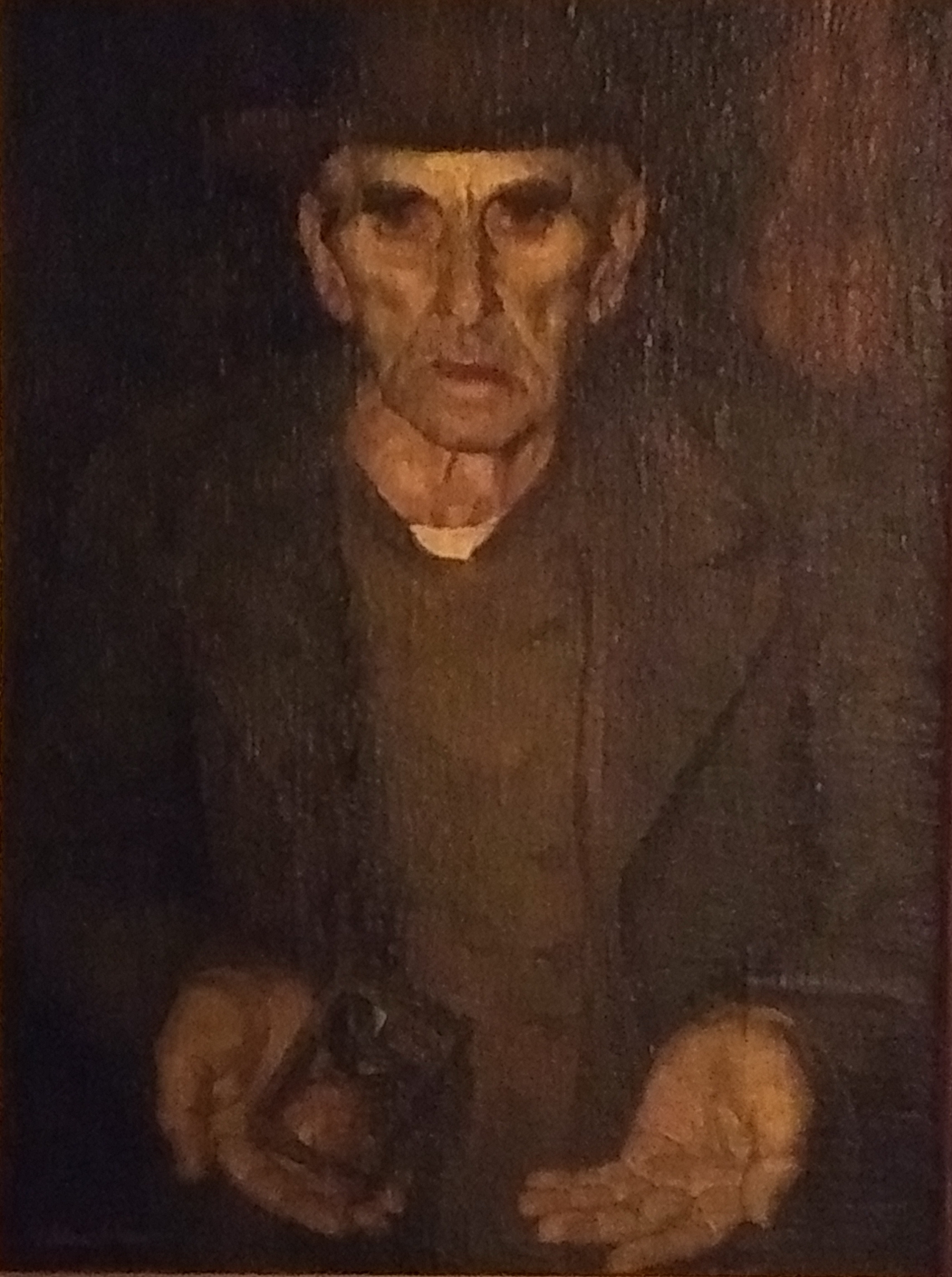
Hans Schachinger Alter Mann mit Sanduhr (Privatbesitz)
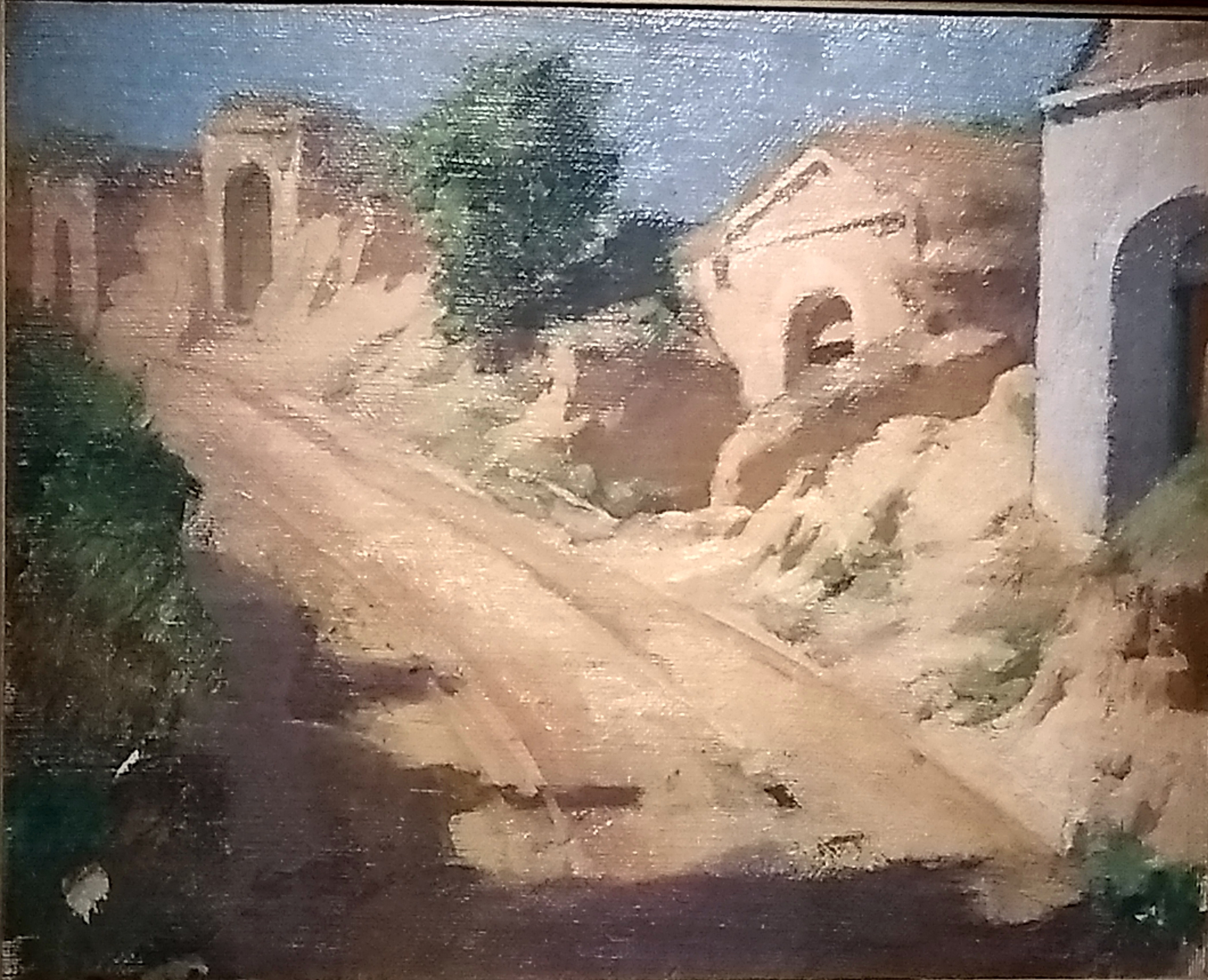
Hans Schachinger Kellergasse in Würnitz Niederösterreich von 1930 (Privatbesitz)
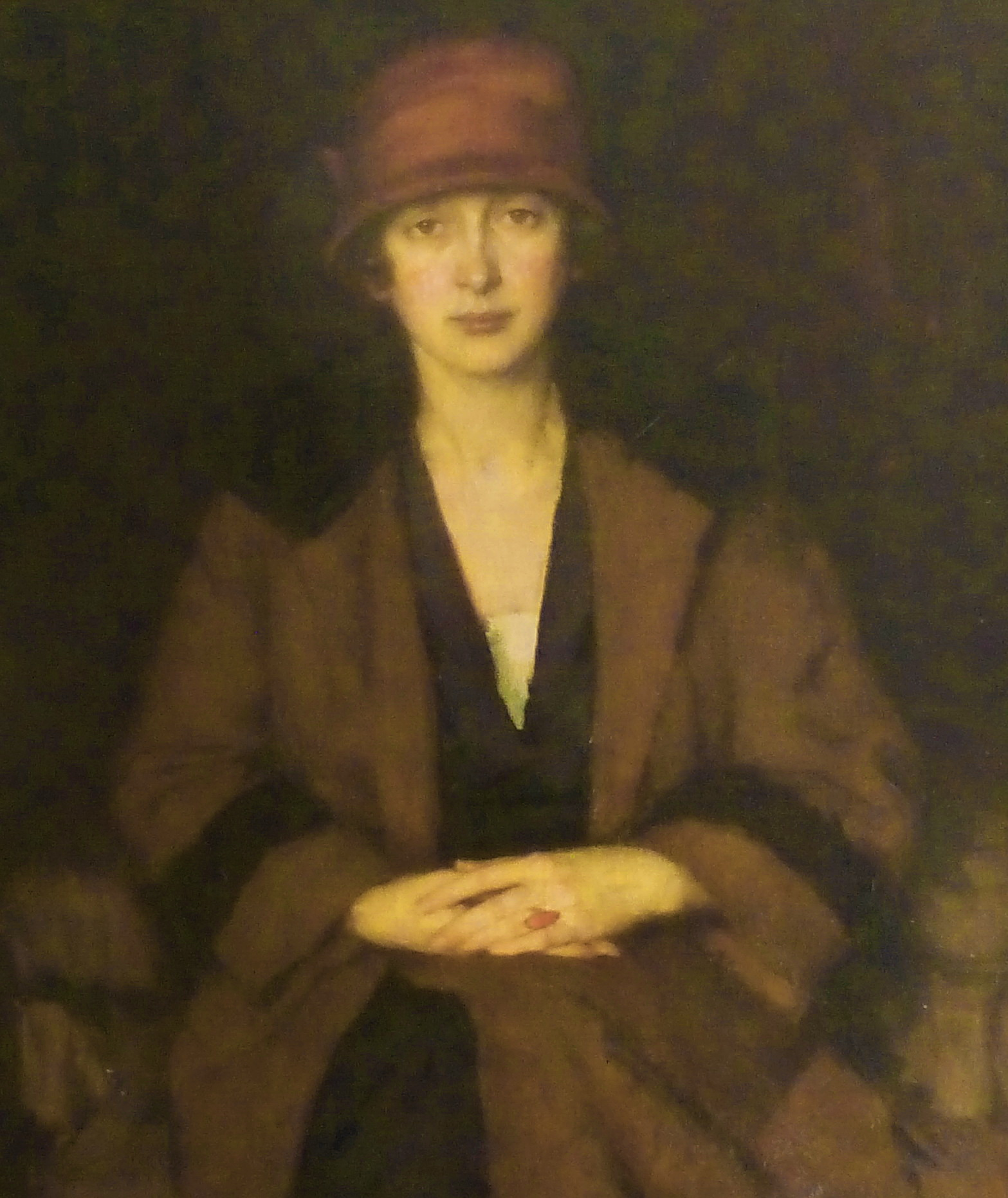
Bildnis der Gattin von Hans Schachinger 100x83 aus dem Jahr 1927. Ihm wurde dafür am 19. Mai 1927 der Rembrandt-Preis der Künstlergenossenschaft Wien verliehen. (Privatbesitz)